# Еськов, Анатолий Иванович
Анатолий Иванович Еськов — российский учёный в области сохранения плодородия почв, мелиорации и использования солонцов, член-корреспондент РАСХН (2007), член-корреспондент РАН (2014).

## Биография
Родился 27.07.1941 в с. Верхняя Гнилуша Павловского района Воронежской области. Окончил Московскую сельскохозяйственную академию им. К. А. Тимирязева (1968).
Работал во Всесоюзном (Всероссийском) НИИ зернового хозяйства им. А. И. Бараева: старший научный сотрудник (1969—1979), заведующий лабораторией, отделом (1979—1993), заместитель директора по науке (1993—1994), директор (1994—1996).
С 1996 г. — директор Всероссийского научно-исследовательского, конструкторского и проектно-технологического института органических удобрений и торфа.
Доктор с.-х. наук (1992), член-корреспондент РАСХН (2007), член-корреспондент РАН (2014).
Сфера научных интересов — разработка теоретических основ и технологий воспроизводства плодородия почв за счет применения перспективных видов и форм органических удобрений, биологических ресурсов, использования химических мелиорантов и мелиоративных ярусных и плантажных обработок.
Заслуженный деятель науки Российской Федерации (2002). Награждён орденом «Знак Почёта» (1982), медалью ордена «За заслуги перед Отечеством» II степени (2011), Золотой юбилейной медалью в честь 50-летия освоения целинных и залежных земель (2004), дипломами и медалями ВВЦ.
Опубликовал более 200 научных трудов, в том числе 20 книг и брошюр. Получил 3 авторских свидетельства и 10 патентов на изобретения.
Публикации:
- Методические указания по почвенно-мелиоративным изысканиям и разработке проектов мелиорации солонцовых земель в Казахской ССР / соавт.: В. И. Кирюшин и др. — Алма-Ата, 1980. — 142 с.
- Почвозащитная система земледелия / соавт.: А. И. Бараев и др. — Алма-Ата: Кайнар, 1985. — 198 с.
- Справочная книга по производству и применению органических удобрений / соавт.: М. Н. Новиков и др. — Владимир, 2001. — 495 с.
- Методы анализа органических удобрений / соавт.: Л. И. Еськова, С. И. Тарасов. — М., 2003. — 552 с.
- Органическое вещество пахотных почв Нечерноземья / соавт.: А. М. Лыков, М. Н. Новиков. — М., 2004. — 630 с.
- Агроэкологические основы и технологии использования бесподстилочного навоза / соавт.: Г. Е. Мерзлая и др. — М., 2006. — 463 с.
- Технологии производства почвогрунтов на основе органорастительных и биокомпостов для выращивания рассады овощных, ягодных культур / соавт. Т. Ю. Анисимова; ГНУ Всерос. н.-и., конструктор. и проект.-технол. ин-т орган. удобрений и торфа.- Владимир, 2008. — 54 с.
- Методические указания по проведению регистрационных испытаний новых форм удобрений, биопрепаратов и регуляторов роста растений / соавт.: В. Г. Сычев и др.; ГНУ Всерос. НИИ агрохимии им. Д. Н. Прянишникова и др. -М., 2009. — 104 с.
- Технологии фито- и биоремедиации земель сельскохозяйственного назначения, загрязненных отходами животноводства / ГНУ Всерос. НИИ орган. удобрений и торфа. — Владимир, 2010. — 121 с.
- Совершенствование научных основ, технологий производства и применения органических удобрений (1996—2011 гг.) / ГНУ Всерос. НИИ орган. удобрений и торфа. — Владимир, 2013. — 571 с.
- Повышение плодородия почв солонцовых комплексов / ФГБНУ «Всерос. НИИ орган. удобрений и торфа». — Владимир, 2014. — 463 с.